# Alfa Romeo Alfetta
El Alfa Romeo Alfetta tipo "116" fue una berlina deportiva de clase medio-alta producida entre el 1972 y el 1984 por la empresa Alfa Romeo en el complejo industrial de Arese al norte de Italia.

## Contexto
A final de los años sesenta, las líneas productivas del Alfa Romeo 1750 y del Giulia mantienen un alto nivel de ventas dentro de Italia pero comienzan a acusar el paso del tiempo, especialmente en los mercados internacionales. Como solución temporal el 1750 es actualizado como Alfa 2000 y el Giulia se moderniza bajo el nombre Nuova Giulia. 
En paralelo Alfa Romeo -entonces empresa pública gestionada por el I.R.I-, está construyendo con el impulso del estado el Stabilimento di Pomigliano d'Arco en Nápoles, donde se producirán los inminentes modelos de tracción delantera "Alfasud" diseñados desde cero por Rudolph Hruska, mientras que para la planta de Milán -Stabilimento Alfa Romeo di Arese-, se proyecta desarrollar toda una saga de vehículos de propulsión trasera en torno al concepto de transaxle afinado por el ingeniero Giuseppe Busso, cuyo primer miembro será el Alfetta que sustituirá al "2000". 

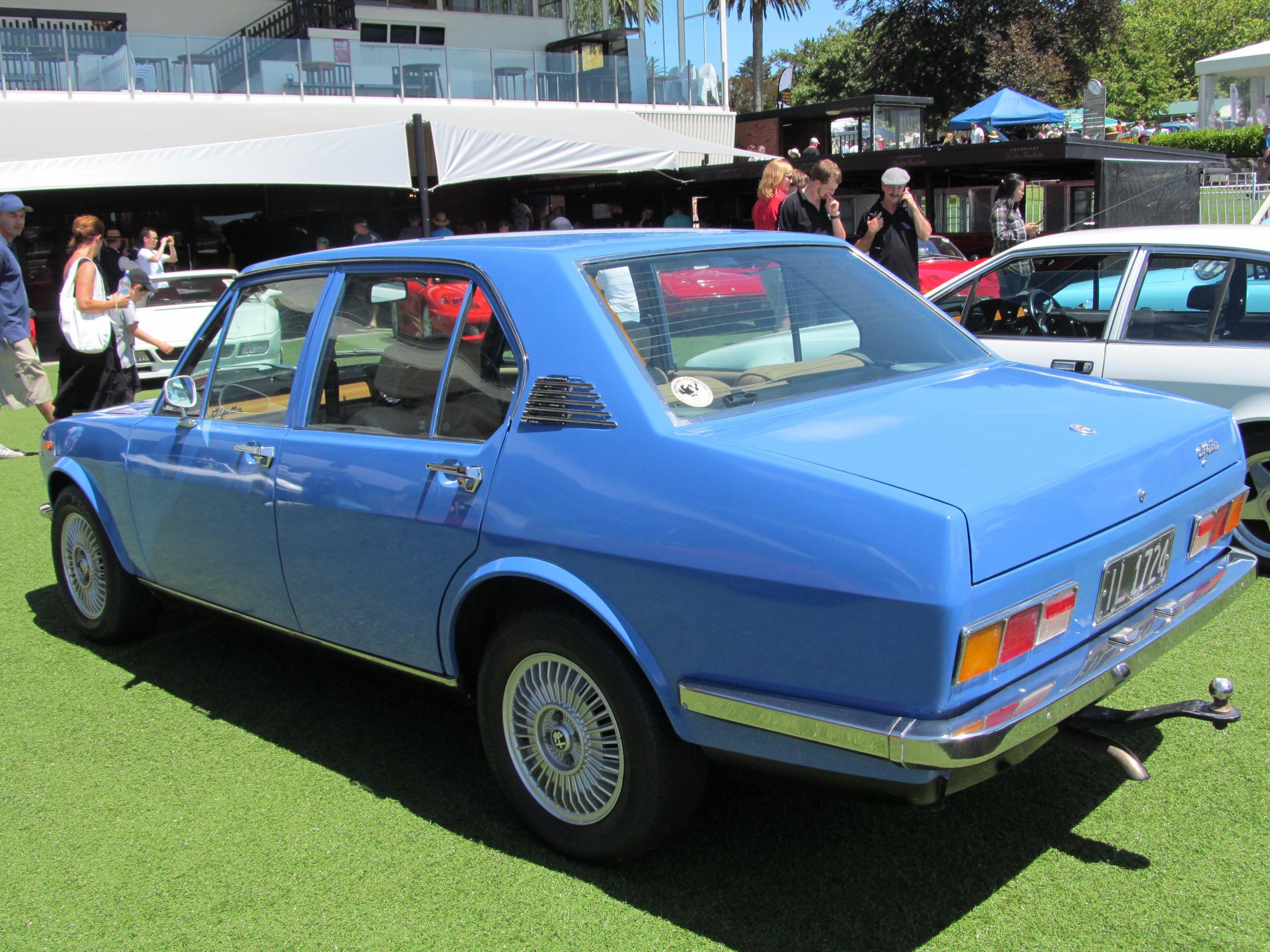
1975 Alfa Romeo Alfetta

El Centro Estilo Alfa, bajo la dirección de Giuseppe Scarnati dibujó así un automóvil a medio camino entre el "2000" y el "Giulia" tratando de responder a la demanda de una clientela italiana muy fidelizada y al mismo tiempo abrirse paso en mercados internacionales con una imagen de calidad y alta ingeniería italiana. Líneas tendidas y angulosas, con particular atención al espacio interior, para vestir un esquema tradicional y prestigioso de berlina deportiva, sector en el cual los Alfa Romeo de la época, estaban considerados como el "non plus ultra". Giorgetto Giugiaro por su parte estuvo a cargo del proyecto de los nuevos Alfa coupé derivados del Alfetta y del Alfasud, que se convertirían en los Alfa Romeo Alfetta GT/GTV y Alfa Romeo Alfasud Sprint Veloce/Sprint respectivamente.
A fin de tranquilizar a la clientela deportiva, fiel al eficaz esquema Alfa de eje rígido guiado por triángulo de reacción anclado al diferencial, se recurrió a emparentar al nuevo modelo con los "alfettas", apelativo con el que los aficionados denominaban a los monoplazas de Fórmula 1 que ya en los años ´50 comenzaron a utilizar un esquema similar de transaxle y eje De Dion, aunque en aquel caso con el embrague a continuación del motor. El nombre resultó ser un acierto, como también lo fueron la estética, el comportamiento en carretera y sus prestaciones. 
Sin embargo ni la prensa, ni los clientes más burgueses de Alfa pasaron por alto las desventajas del sistema transaxle; el volumen del túnel central hacía difícil la ocupación del vehículo por un quinto pasajero y con sus exiguos 49 litros el depósito de combustible era inferior al de sus competidores. Por último los largos reenvíos necesarios para accionar la caja de cambios hacían impreciso y gomoso el cambio de marchas, más aún si se comparaba con la precisión y dulzura de las palancas de accionamiento directo de anteriores Alfa.

## Presentación

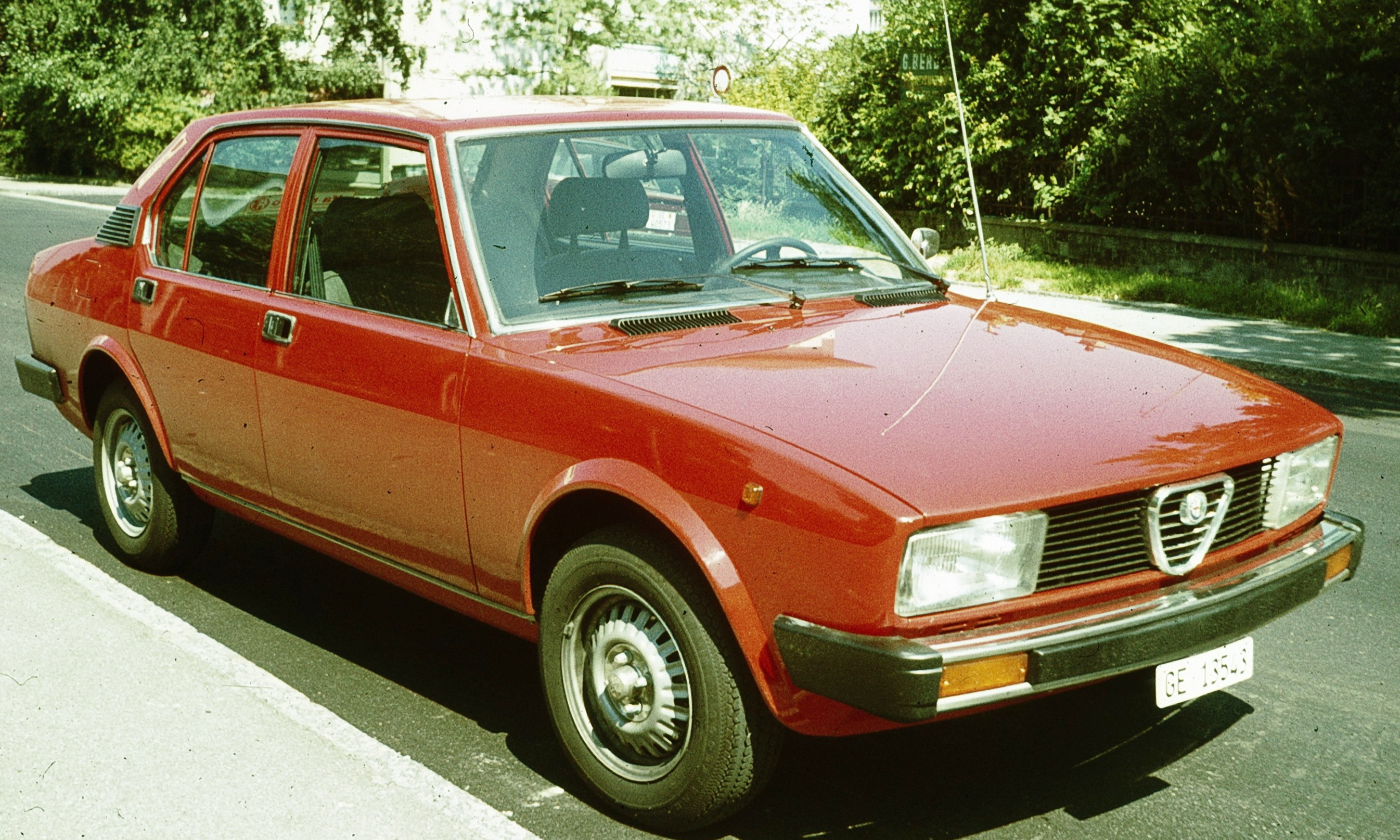
Alfa Romeo Alfetta 2.ª serie

El nuevo Alfetta debía haber sido la vedette del Salón del Automóvil de Turín de octubre de 1971, de hecho ya en agosto habían sido difundidas las características técnicas a la prensa especializada. Sin embargo, la casa decidió posponer su presentación para evitar la prematura desaparición del Alfa "2000" y dar publicidad al recién aparecido Alfasud como primer producto de la nueva planta de Pomigliano d'Arco. A este hecho no fueron ajenas las protestas y huelgas que la construcción de la nueva planta habían propiciado en la fábrica de Arese al norte del país -oficiosamente conocida desde entonces como "Alfanord"-.
Presentado por fin en mayo de 1972, el Alfetta fue sin duda uno de los Alfa Romeo más innovadores de todos los tiempos. Su línea, supuso un punto de ruptura con todo lo visto en Alfa Romeo y marcaría la evolución de la imagen de marca de la casa hasta los años 80, cuando el propio Alfetta evolucionara en el nuevo Alfa Romeo 90
Pese a sus defectos, el Alfetta pronto se convertiría en la Italia de los ´70 en la berlina sportiva por excelencia. Estampa habitual tanto en manos de padres de familia de vocación deportiva, como de la Policía italiana, los Carabinieri o la Guardia di Finanza a los que Alfa, en su condición de empresa pública proveía habitualmente.

## Mecánica

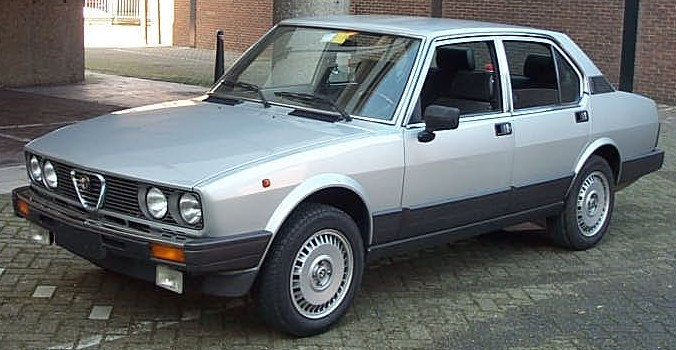
Alfetta 3.ª serie

El clásico bialbero Alfa Romeo de 1779 cm³ derivaba directamente del1750 modificado a nivel de colectores de escape y bomba de aceite para elevar la potencia a 122 CV DIN. En su momento muchas de sus características técnicas aún no se habían difundido pese a encontrarse hoy en cualquier motor moderno.
El bloque estaba construido completamente en aluminio pero tenía las camisas de los cilindros de fundición. Los dos árboles de levas en cabeza se movían por una doble cadena, lo que garantizaba una excelente fiabilidad y duración, accionando directamente las válvulas mediante taqués hidráulicos, lo cual en su momento se consideraba fiable y deportivo aunque de difícil reglaje pese a ser menos frecuente. 
Las dos válvulas estaban inclinadas a 80° para formar una cámara de combustión hemisférica, con las válvulas de escape huecas con núcleo de sodio que disminuía la temperatura de la válvula al pasar de estado sólido a líquido.
Pese a la disposición longitudinal del motor se empleaba un ventilador eléctrico accionado por interruptor termostático. La alimentación se realizaba mediante dos carburadores dobles Weber W40 DCOE/32 horizontales, abastecidos de carburante por bomba mecánica. Las versiones para importación a Estados Unidos montaban una inyección mecánica Spica.
Pero la verdadera novedad fue la disposición mecánica de la transmisión y la suspensión trasera elegidas, hasta entonces solo utilizadas por modelos de implantación minoritaria como el Pegaso Z-102 o los Lancia Aurelia y Lancia Flaminia. 

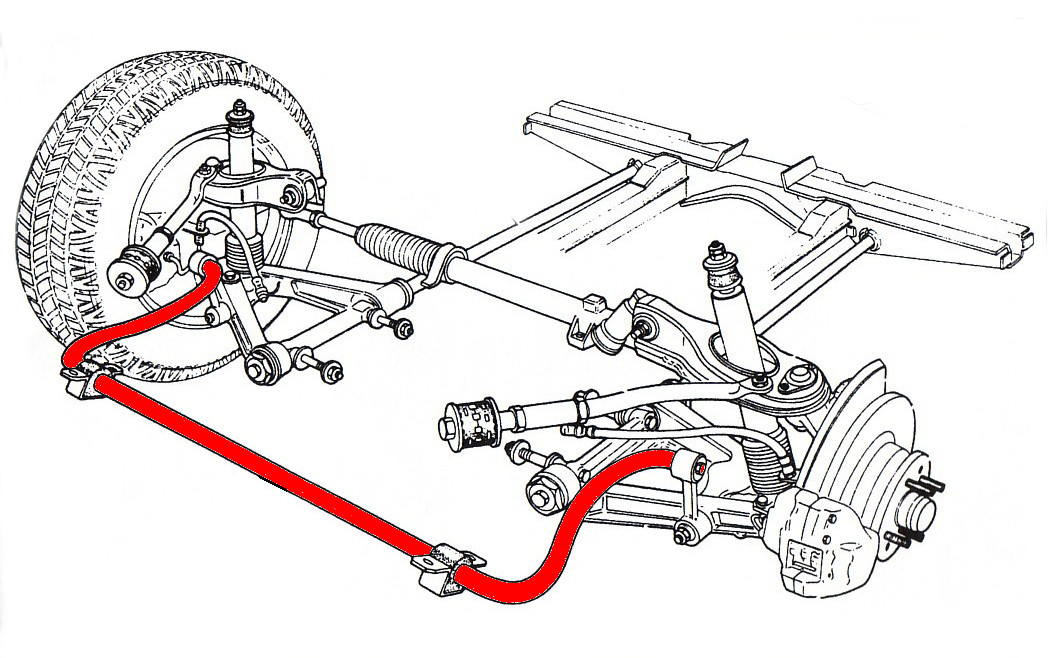
Suspensión anterior por triángulos superpuestos con barras de torsión longitudinales como resorte; los tirantes de reacción actúan sobre los triángulos superiores y en rojo la barra estabilizadora

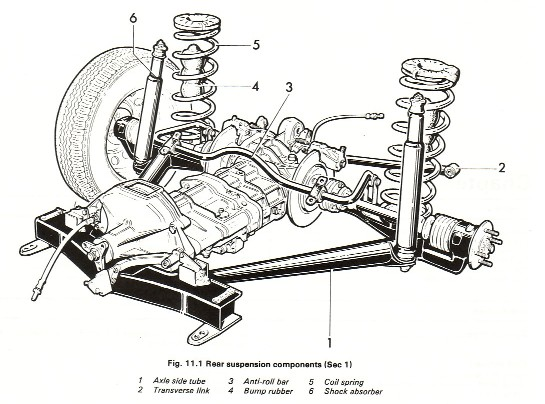
Suspensión trasera por eje De Dion y transmisión Transaxle

Su característica más notable era un reparto de pesos entre trenes perfecto -50:50-, conseguido mediante el uso de una transmisión transaxle en combinación con una suspensión trasera por Eje De Dion. En este esquema la caja de cambios se ubica de forma inusual en la parte trasera del coche, formando un conjunto con la campana del embrague y el diferencial. La razón de ser de esta disposición era conseguir un perfecto reparto de peso, reduciendo al tiempo la masa no suspendida al mínimo. Para este fin el pesado conjunto trasero iba fijado a la carrocería, por lo que los semiejes estaban articulados en ambos extremos como en una suspensión independiente.  El eje de transmisión, realizado en dos piezas, se situaba entre dos volantes de inercia, uno atornillado al cigüeñal y otro acoplado a la caja de cambios en la campana del embrague, por lo que giraba a la velocidad del motor. Además los frenos se situaban a la salida del diferencial de modo que el par de frenado se transmitía directamente al conjunto trasero, reduciendo aún más la masa no suspendida y evitando el uso de tirantes de reacción.
El tren trasero en sí era un robusto y ligero eje rígido tubular, guiado en sentido longitudinal por un par de brazos tirados oblicuos también tubulares que junto con el eje y las ruedas conformaban la única  masa no suspendida, mientras que para control transversal se confió en un eficaz mecanismo de Watt. Como resorte utilizaba muelles helicoidales y todas las versiones montaban una barra estabilizadora que conectaba las ruedas por encima de conjunto trasero. El sistema era geométricamente perfecto, pues al tratarse de una suspensión indeformable y utilizar un paralelogramo de Watt para guiar el puente transversalmente, aseguraba el contacto de toda la superficie de rodadura con el asfalto en cualquier momento de su recorrido. A cambio, la unión rígida de las ruedas suponía cierta perdida de confort y precisión de conducción en terrenos bacheados.
La suspensión delantera empleaba un sistema de dobles triángulos de desigual longitud, con la particularidad de que los superiores además están inclinados respecto de los inferiores para variar el ángulo de caída de negativo a positivo en función del apoyo. Todas las versiones montaban barra estabilizadora y unos tirantes de reacción fijados a la carrocería que actuaban sobre los triángulos superiores, mientras que como resorte se utilizaron barras de torsión en lugar de muelles helicoidales. Ambos trenes montaban amortiguadores de doble efecto para controlar la inercia de la carrocería.
Los frenos eran de disco en las cuatro ruedas, con dos circuitos servoasistidos por depresión y limitador de frenada en el tren posterior. El freno de mano actuaba sobre las ruedas posteriores.

## Modelos derivados
El tipo 116 fue utilizado como base para todos los alfa de propulsión posterior aparecidos en los años 70 y 80 con la excepción del Alfa Spider cuyo desarrollo fue anterior (1966).
Derivados directos:
- Alfa Romeo 90; Restyling mayor del Alfetta del que hereda la plataforma con la misma distancia entre ejes, suspensiones y mecánicas.
- Alfa Romeo Alfetta GT/GTV; diseño original de Giugiaro como versión cupé del Alfetta, comparte suspensiones y mecánica.

Derivados indirectos:
- Alfa Romeo Alfa 6; berlina de representación de muy limitada producción, utilizaba una plataforma modificada del tipo 116, compartiendo parte de la estampación y las mismas suspensiones por dobles triángulos/eje De Dion aunque con una transmisión convencional.
- Alfa Romeo Giulietta; sustituto del Giulia utilizaba una plataforma acortada del tipo 116, en la transmisión la única variación era la lóngitud del árbol de transmisión.
- Alfa Romeo 75; sustituto a su vez del Giulietta, compartía con este mecánica y gran parte de la panelería.
- Alfa Romeo SZ/RZ: derivados del 75.

Herencia estética:
- Alfa Romeo 2300; Modelo derivado del antiguo Alfa Romeo 2000  producido exclusivamente en Brasil. Toma la estética del Alfa Romeo Alfetta en una carrocería ligeramente mayor y más proporcionada que la del Alfa Romeo Alfa 6 aunque su implantación mecánica es totalmente distinta. Pequeñas series llegaron a Europa como Alfa Romeo 2300 Rio, principalmente a los Países Bajos.

Cancelación del tipo 156:
A principios de los años 80, en paralelo con el despliegue de la gama derivada del 116, se empieza a gestar bajo la dirección del ingeniero Filippo Surace un sucesor modular para toda la gama Alfanord. El nuevo tipo 156 partía de una plataforma de propulsión trasera, con los motores bialbero de cuatro cilindros junto con los Busso V6 y como gran novedad cajas de cambios de 6 velocidades. Ermanno Cressoni del Centro Stile de Alfa se encargó del diseño de la carrocería, con un frontal muy tendido y una trasera alta y ligeramente descendente que entroncaba con el diseño del Alfetta y cuyos rasgos se pudieron ver atenuados en los Alfa Romeo 75 y 90.
Pese a lo avanzado del proyecto, el I.R.I deja de inyectar capital en 1981 y busca una salida para la pública Alfa Romeo que acabaría desembocando en la venta al grupo Fiat. 
Una de las primeras consecuencias fue la paralización del tipo 156 y la sugerencia por parte de Fiat de adherirse al proyecto conjunto Tipo Quattro para desarrollar su propia versión de la berlina ejecutiva junto con el Fiat Croma, Saab 9000 y el Lancia Thema.
En ese punto Surace por parte de Alfa y su homólogo Sergio Camuffo de Lancia establecen los términos de una joint-venture para utilizar la estructura de tracción delantera y motor transversal de Lancia en el futuro Alfa. Mientras, Centro Stilo continúa evolucionando el diseño de carrocería del tipo 156 para competir con la propuesta de Pininfarina, que finalmente terminó utilizándose en el Alfa 164 (Tipo 164). 
El proyecto tipo 156 no guarda ninguna relación con el futuro Alfa Romeo 156 (Tipo 932) de 1996.

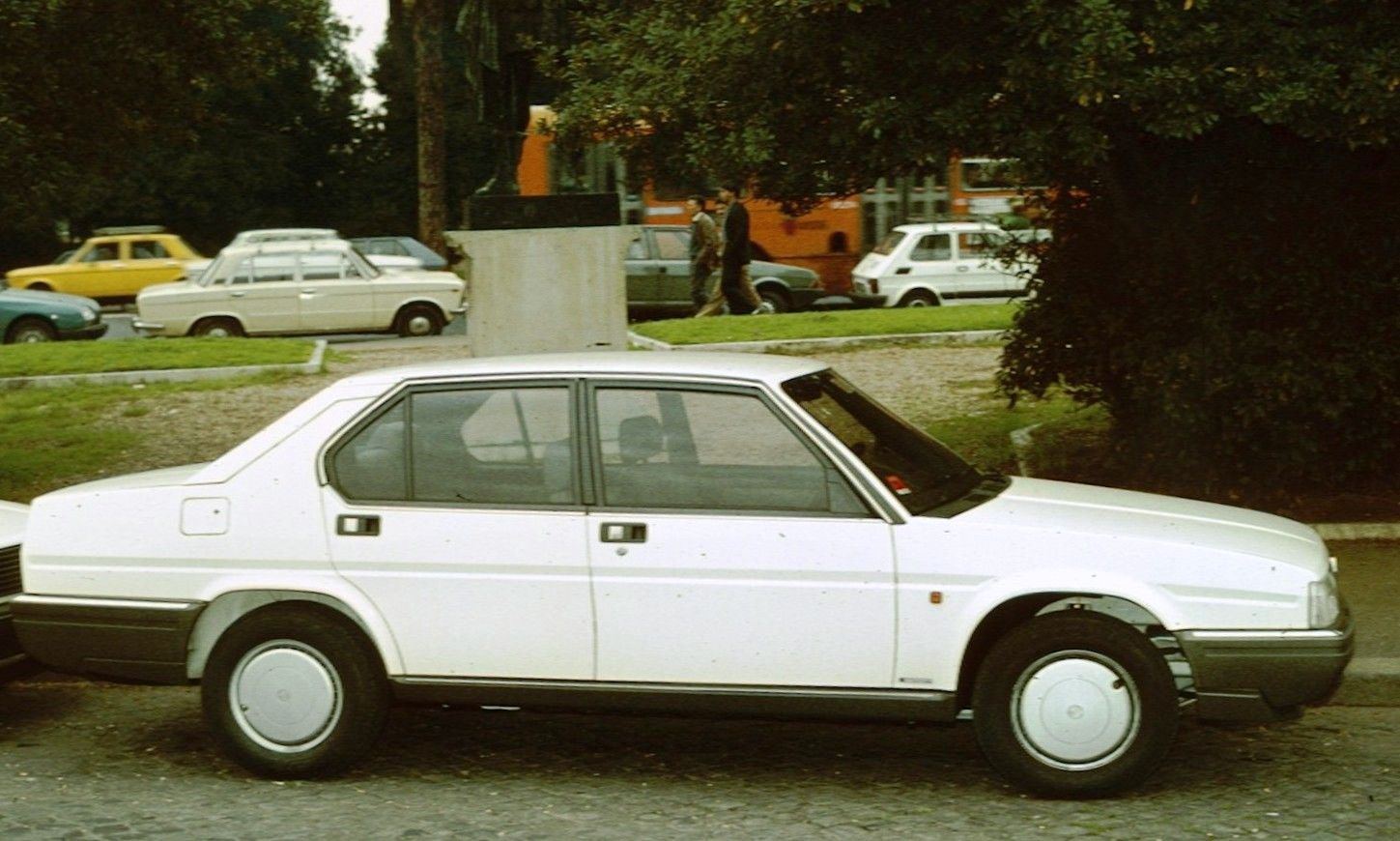
Alfa Romeo 90 Pza Venezia
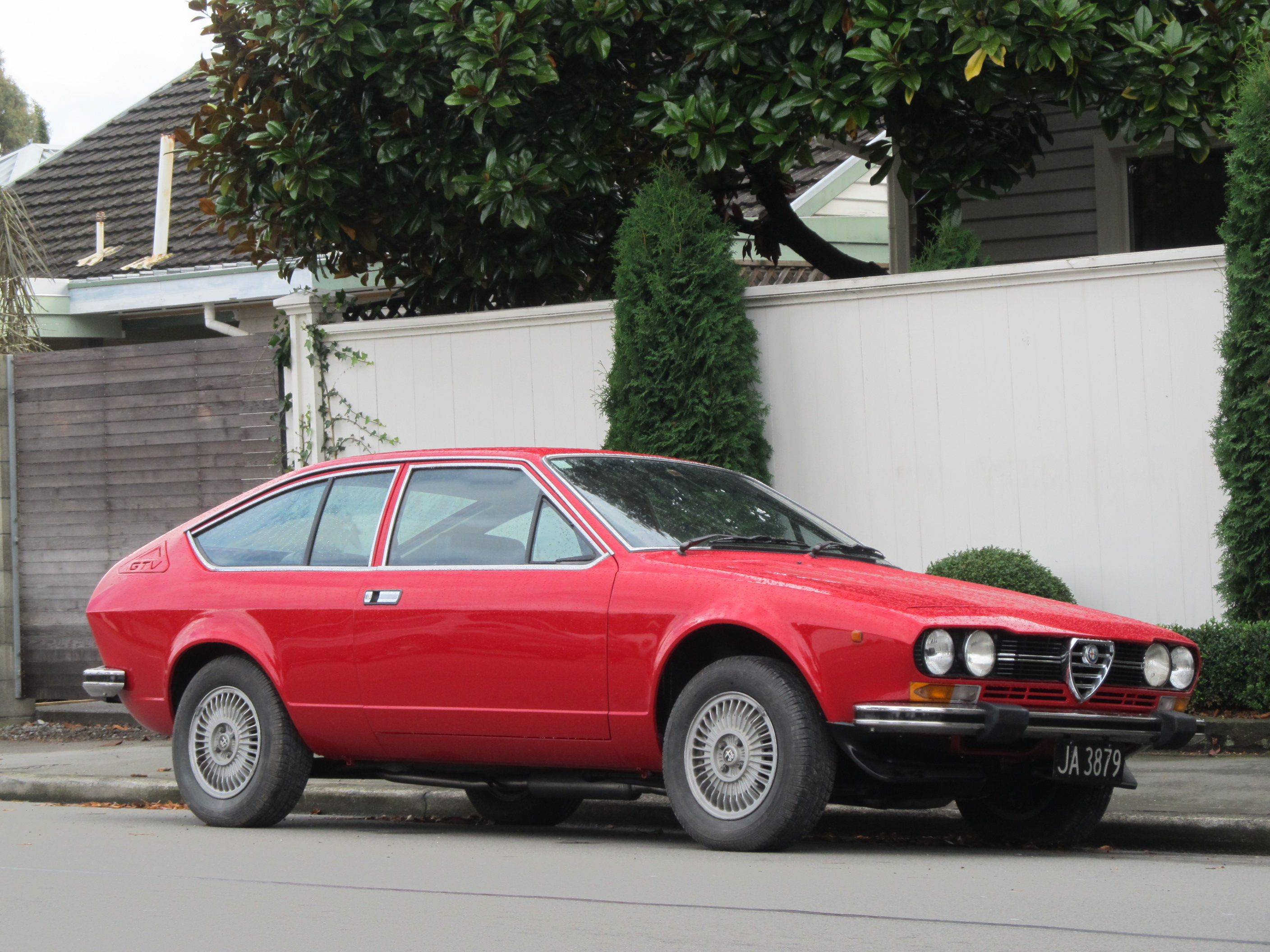
Alfa Romeo GTV 1978
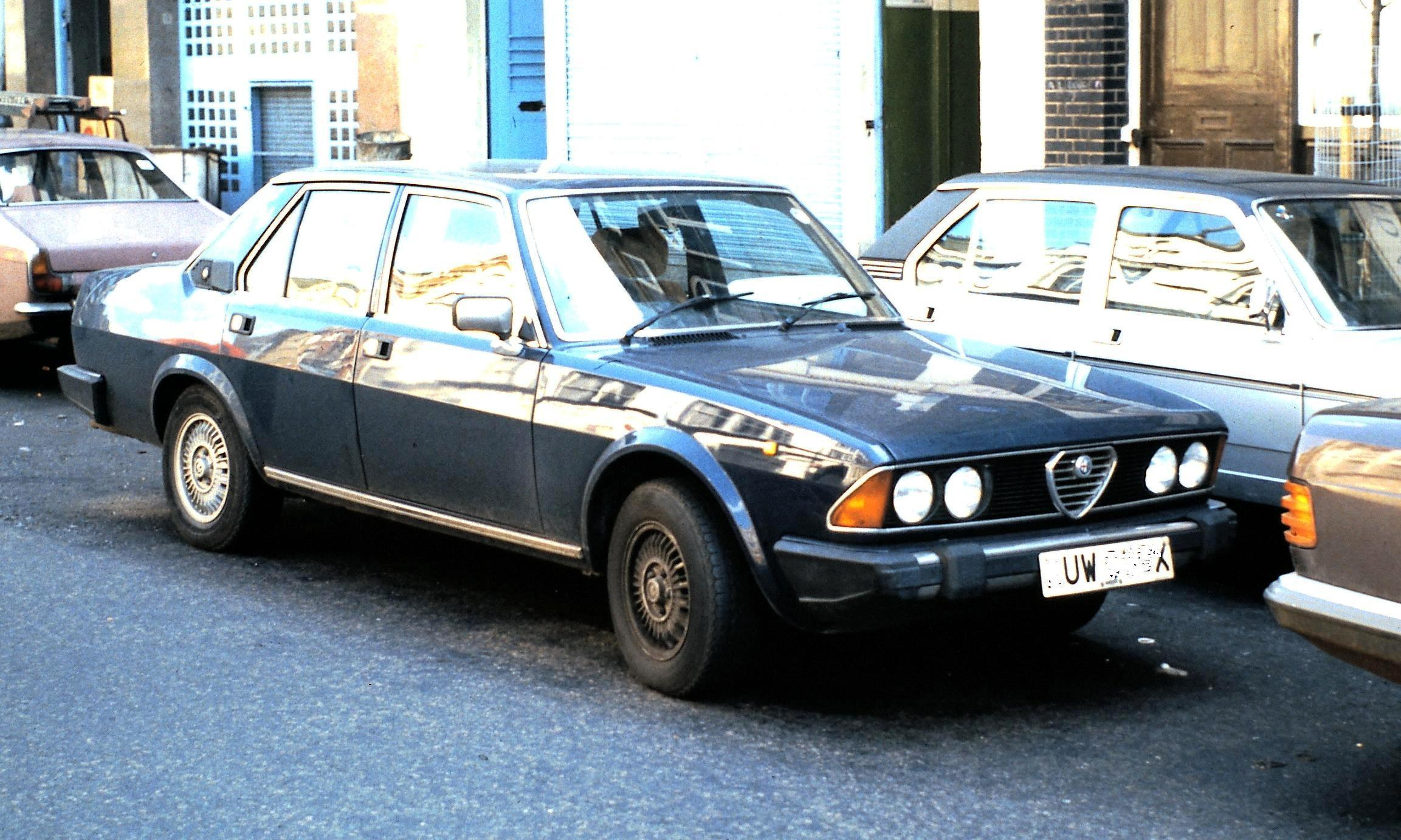
Alfa Romeo 6 primera serie
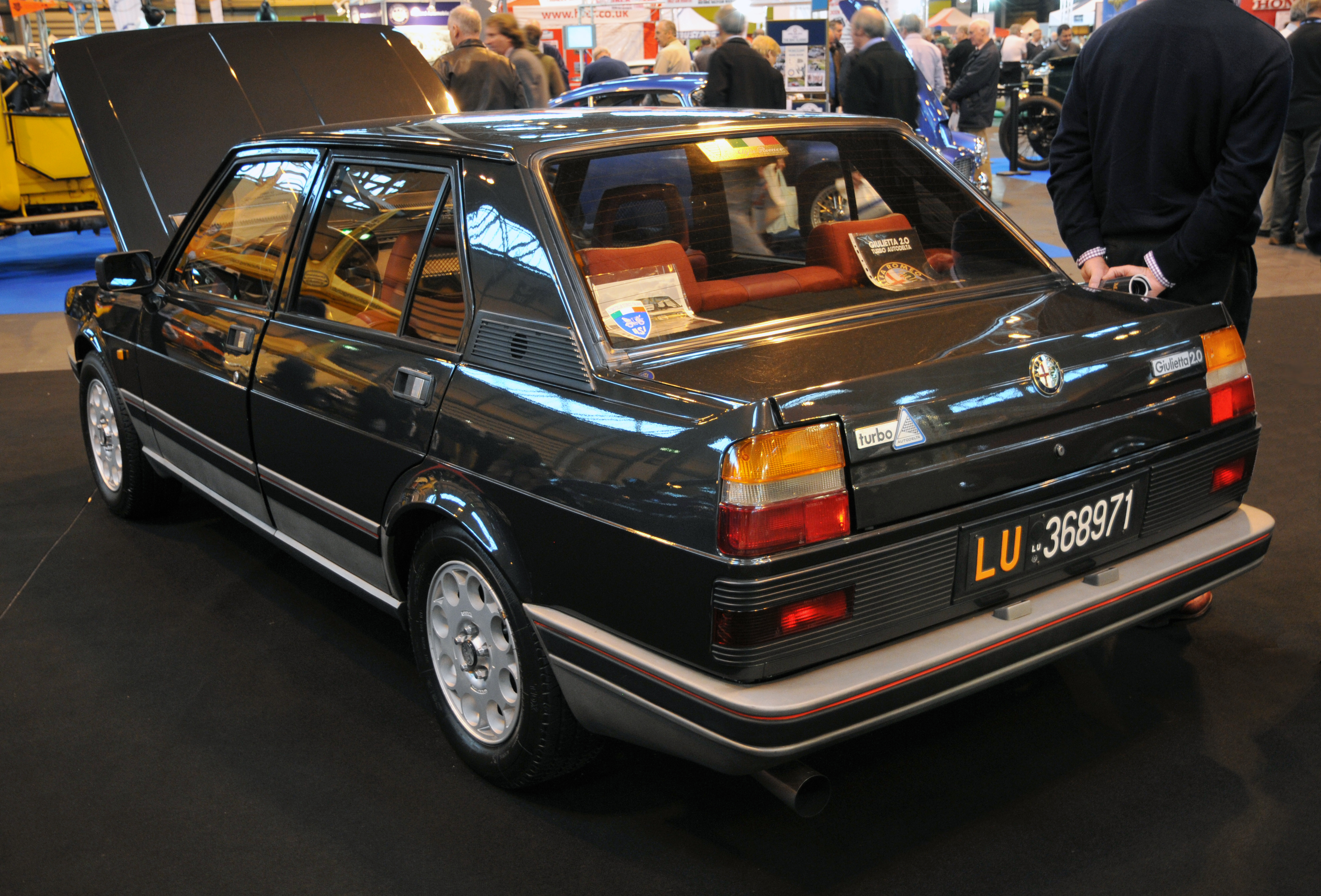
Alfa Romeo Giulietta Turbodelta
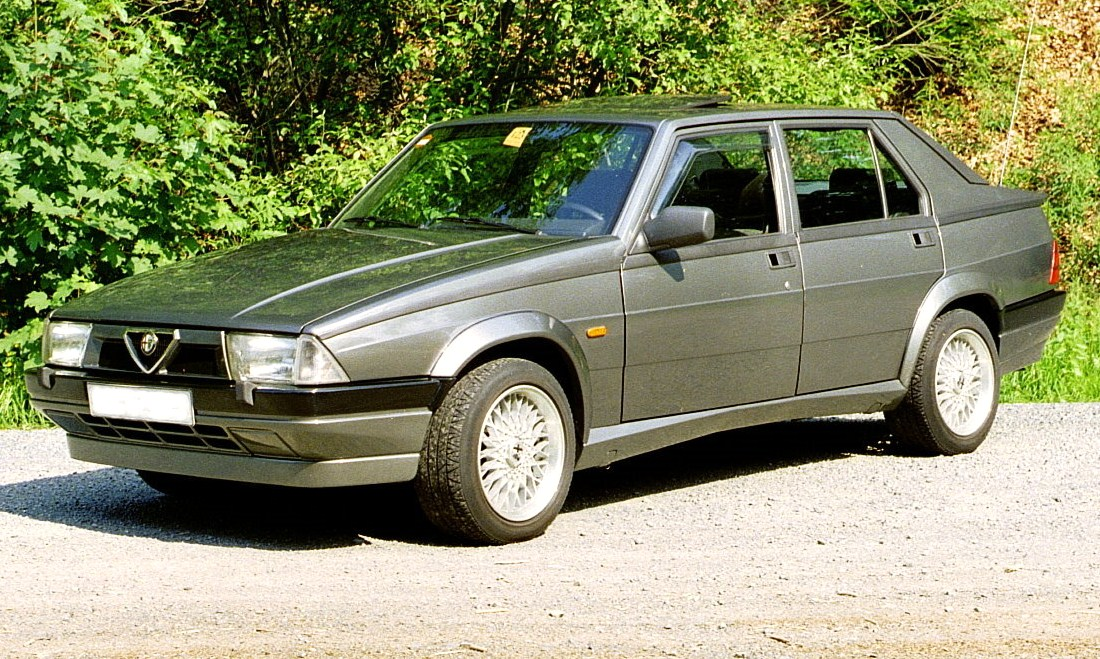
Alfa Romeo 75
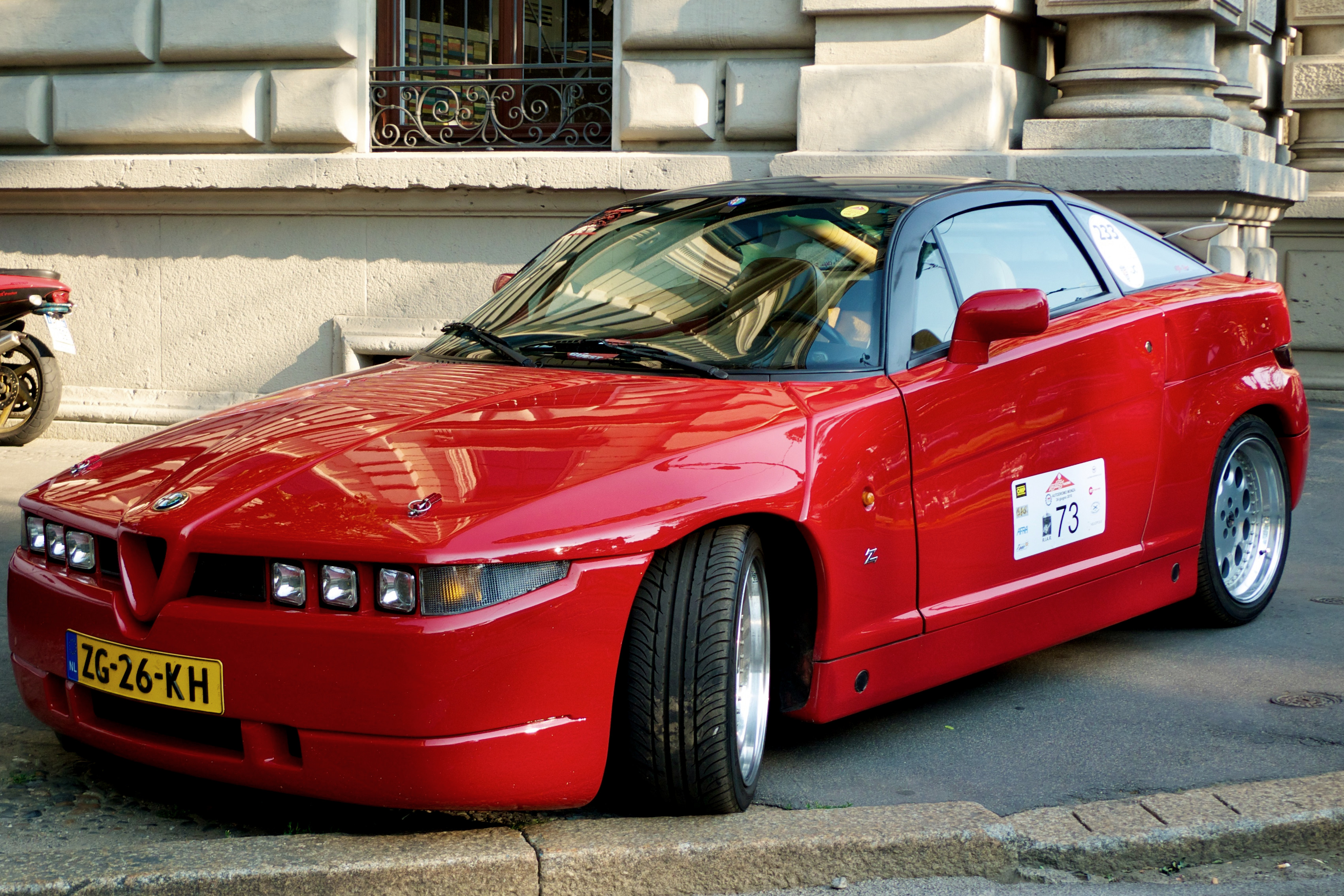
Alfa Romeo SZ
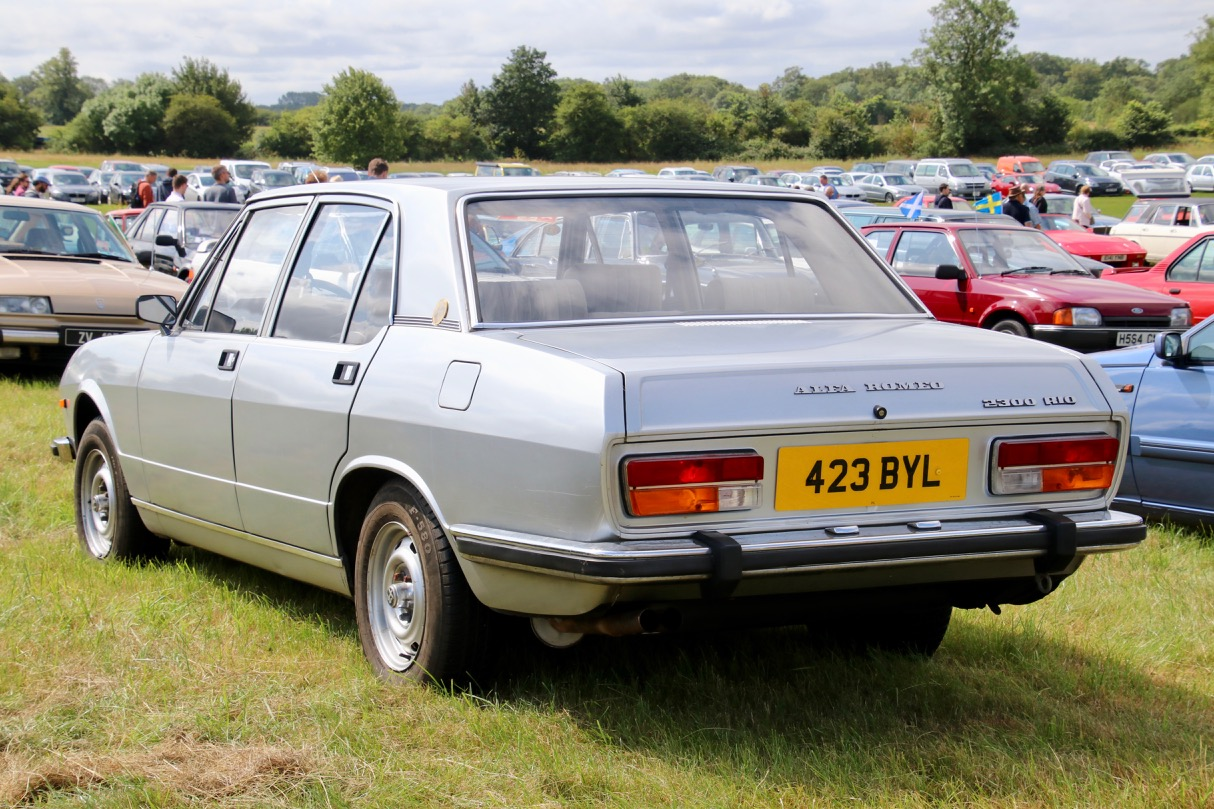
Alfa Romeo 2300 Rio, inspirado estéticamente en el Alfetta.

## Motorizaciones
| Modelo          | Disponibilidad    | Motor    | Cilindrada (cm³) | Potencia kW | Par Máximo (Nm) | Emisiones CO2(g/km) | 0–100 km/h(s) | Velocidad max(km/h) | Consumo medio(km/l) |
| --------------- | ----------------- | -------- | ---------------- | ----------- | --------------- | ------------------- | ------------- | ------------------- | ------------------- |
| 1.6             | del 1975 al 1985  | Gasolina | 1570             | 80 (109 Cv) | 142             | n.d                 | n.d           | 174                 | 10.8                |
| 1.8             | del debut al 1985 | Gasolina | 1779             | 89 (122 Cv) | 166             | n.d                 | n.d           | 178                 | 10.8                |
| 2.0 Los         | del 1981 al 1984  | Gasolina | 1962             | 91 (125 Cv) | 173             | n.d                 | n.d           | 180                 | 10.6                |
| 2.0             | de 1979 a 1985    | Gasolina | 1962             | 95 (130 Cv) | 177             | n.d                 | n.d           | 185                 | 11.4                |
| 2.0 Turbodiesel | de 1980 a 1985    | Diésel   | 1995             | 60 (82 Cv)  | 161             | n.d                 | n.d           | 155                 | 12.6                |
| 2.4 Turbodiesel | de 1983 a 1985    | Diésel   | 2393             | 69 (95 CV)  | 186             | n.d                 | n.d           | 165                 | 12.8                |